# Fahrrad XXL
Fahrrad XXL ist eine deutsche Unternehmensgruppe von Fahrradeinzelhändlern mit angeschlossenem Onlineshop. Die Gruppe betreibt deutschlandweit großflächige Fahrrad-Fachmärkte sowie einen Online-Versandhandel für Fahrräder, E-Bikes, Fahrradteile, Zubehör und Bekleidung. 
Das Online-Portal wird von der Fahrrad-XXL.de GmbH & Co. KG mit Sitz in Frankfurt am Main betrieben. Insgesamt gehören zur Gruppe 19 Filialen in Deutschland (Stand August 2025). Die stationären Märkte werden von sieben unabhängigen Familienunternehmen geführt, deren Wurzeln zum Teil über 100 Jahre zurückreichen. Seit 2012 ergänzt der Onlineshop fahrrad-xxl.de das Angebot der Gruppe.

## Geschichte
Die Ursprünge der Fahrrad-XXL-Gruppe liegen in einer Arbeitsgemeinschaft großer Fahrrad-Fachhändler innerhalb der Einkaufsgenossenschaft ZEG. Aus dieser Kooperation heraus entstand vor mehreren Jahrzehnten eine eigene Unternehmensgruppe unabhängiger Händler unter der Marke0 Fahrrad XXL. Einige der heute zur Gruppe gehörenden Familienbetriebe existieren seit dem frühen 20. Jahrhundert – so geht etwa das Unternehmen Fahrrad Franz in Koblenz auf eine Gründung im Jahr 1909 zurück. 
In den 1990er-Jahren schlossen sich die ersten Fachgeschäfte zur Fahrrad-XXL-Gruppe zusammen. 1999 führte die Gruppe mit Carver eine eigene Fahrradmarke als Exklusivlabel ein. Im Jahr 2012 startete Fahrrad XXL einen zentralen Onlineshop, der das bisher rein stationäre Geschäft um den Online-Handel erweiterte. Durch die Kombination von lokalen Megastores und E-Commerce entwickelte sich Fahrrad XXL zu einem der größten Fahrradhändler im deutschsprachigen Raum. Bereits 2017 wurde fahrrad-xxl.de von Computer Bild und Statista als einer der besten Onlineshops Deutschlands ausgezeichnet (Top Shop 2017).
Bis 2021 betrieb die Gruppe 15 Filialen bundesweit. In den Jahren 2022 bis 2024 kamen weitere Standorte hinzu, sodass Ende 2024 insgesamt 19 große Fahrrad-XXL-Filialen bestanden. Ein Schwerpunkt der Expansion war die Vergrößerung bestehender Häuser: So verlegte Fahrrad XXL seinen Standort in Chemnitz Anfang 2025 in einen ehemaligen Baumarkt mit 10.000 m² Fläche, um die Verkaufsfläche dort auf rund 6.000 m² zu verdoppeln. Die neue Chemnitzer Filiale verfügt über eine Indoor-Teststrecke und eine 1000 m² große Werkstatt.
Seit 2025 engagiert sich Fahrrad XXL auch als Sponsor im Radsport: Das Unternehmen ist ab der Saison 2025 für mindestens drei Jahre Hauptsponsor des Radrenn-Events Rad am Ring am Nürburgring.

## Geschäftstätigkeit und Angebot
Die Fahrrad-XXL-Gruppe verbindet stationären Fachhandel mit Online-Versand und verfolgt damit eine Omnichannel-Strategie. Ihre 19 Filialen (Stand August 2025) sind großflächige Erlebnis-Fahrradläden mit bis zu fünfstelligen Quadratmeterzahlen an Ausstellungsfläche. Viele Standorte bieten umfangreiche Testmöglichkeiten (z. B. eigene Teststrecken) und Fahrradwerkstätten vor Ort. Die Filialen werden jeweils regional von inhabergeführten Familienunternehmen betrieben, die teilweise schon seit mehreren Generationen in der Fahrradbranche tätig sind.
Der Onlineshop fahrrad-xxl.de ergänzt das Filialgeschäft seit 2012 und beliefert Kunden in Deutschland. Seit April 2024 ist mit fahrrad-xxl.at zudem ein eigener Onlineshop für den österreichischen Markt aktiv. Fahrrad XXL wirbt mit der größten Fahrradauswahl in Deutschland und Österreich sowie einem umfangreichen Sortiment an Fahrradzubehör. Das Angebot umfasst über 300 Markenhersteller und mehrere hunderttausend Artikel. Darunter befindet sich mit Carver auch eine Eigenmarke, die seit 1999 exklusiv über Fahrrad XXL vertrieben wird. Seit 2024 ist Carver zudem als eigenständige Marke am Markt etabliert.
Mit seinem kombinierten Verkaufsmodell gehört Fahrrad XXL zu den umsatzstärksten Fahrrad-Fachhändlern in Deutschland. Der Online-Handel trägt wesentlich zum Gesamtgeschäft bei: Die E-Commerce-Umsätze von fahrrad-xxl.de lagen 2024 Schätzungen zufolge bei rund 105 Millionen Euro.